# Sauteurs
Sauteurs (Aussprache: Sau-tez, dt. „Springer“) ist die nördlichste Siedlung auf der Insel Grenada im gleichnamigen Inselstaat in der Karibik. Der Ort ist der Hauptort des Parish Saint Patrick an der Nordküste und das sechstgrößte Dorf des Landes.

## Geographie
Der Ort liegt an der Nordküste zwischen den Mündungen von Little Saint Patrick River und Saint Patrick River in die Sauteurs Bay beziehungsweise Irvins Bay. Dazwischen liegt die Klippe Caribs’ Leap, die dem Ort ihren Namen verleiht.
Straßenverbindungen führen vor allem nach Südwesten (Union) und nach Südosten (Morne Fendue). Kleinere Verbindungsstraßen führen nach Westen zum nördlichsten Punkt der Insel, Little David Point (⊙).

## Geschichte
Nach der Überlieferung sprangen hier die letzten Kariben von Grenada von dem 40 Meter hohen Kliff Caribs' Leap, als sie 1651 vor die Wahl gestellt waren, sich entweder der Herrschaft der Franzosen zu ergeben, oder zu sterben.
1664 bauten Dominikaner eine Grotte und einen Hain als Ruheort für ihre Seelen. Dieses Denkmal besteht bis heute. 1721 erbauten die Franzosen die St Patrick’s Catholic Church, die 1784 von den Briten an die Anglikanische Kirche übergeben wurde. Das ursprüngliche Gebäude wurde jedoch durch ein Feuer zerstört. Heut steht an der Stelle eine Polizeistation. 1840 wurde eine neue St Patrick Catholic Church errichtet, die bis heute besteht.
Am 1. März 1796 wurden mit Hilfe der HMS Favourite, des bewaffneten Transportschiffes Sally und zweier Sloops britische Truppen und Militärgüter evakuiert, die während der Aufstände von Julien Fédons Rebellion dort eingekesselt worden waren.

## Bildung
2012 gab es sechs öffentliche Schulen im Gebiet. Zu den weiterführenden Einrichtungen zählt das St. Patrick’s Multi-Purpose Training, eine Zweigstelle des T.A. Marryshow Community College (TAMCC).

## Galerie

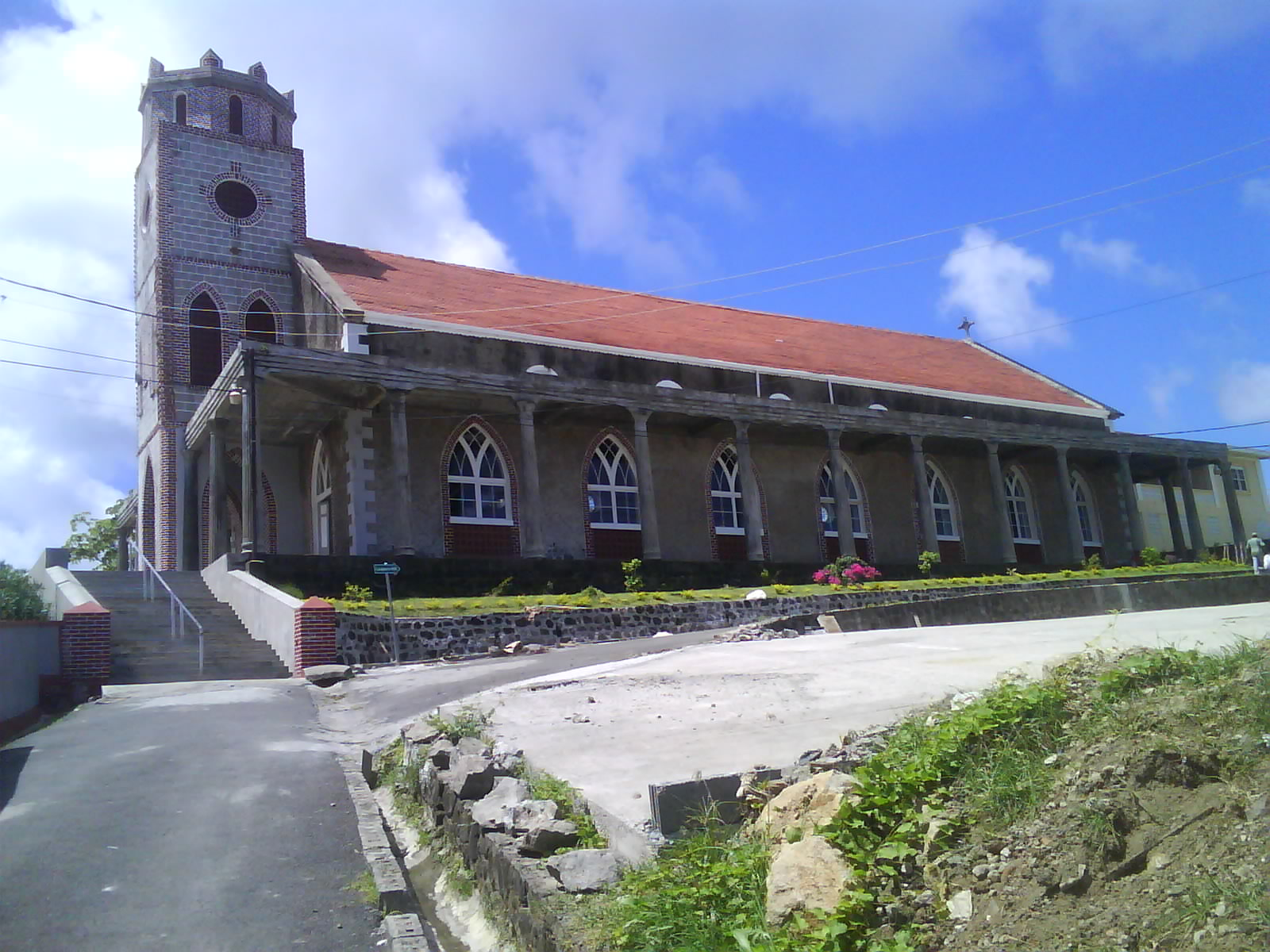
St. Patrick's Catholic Church
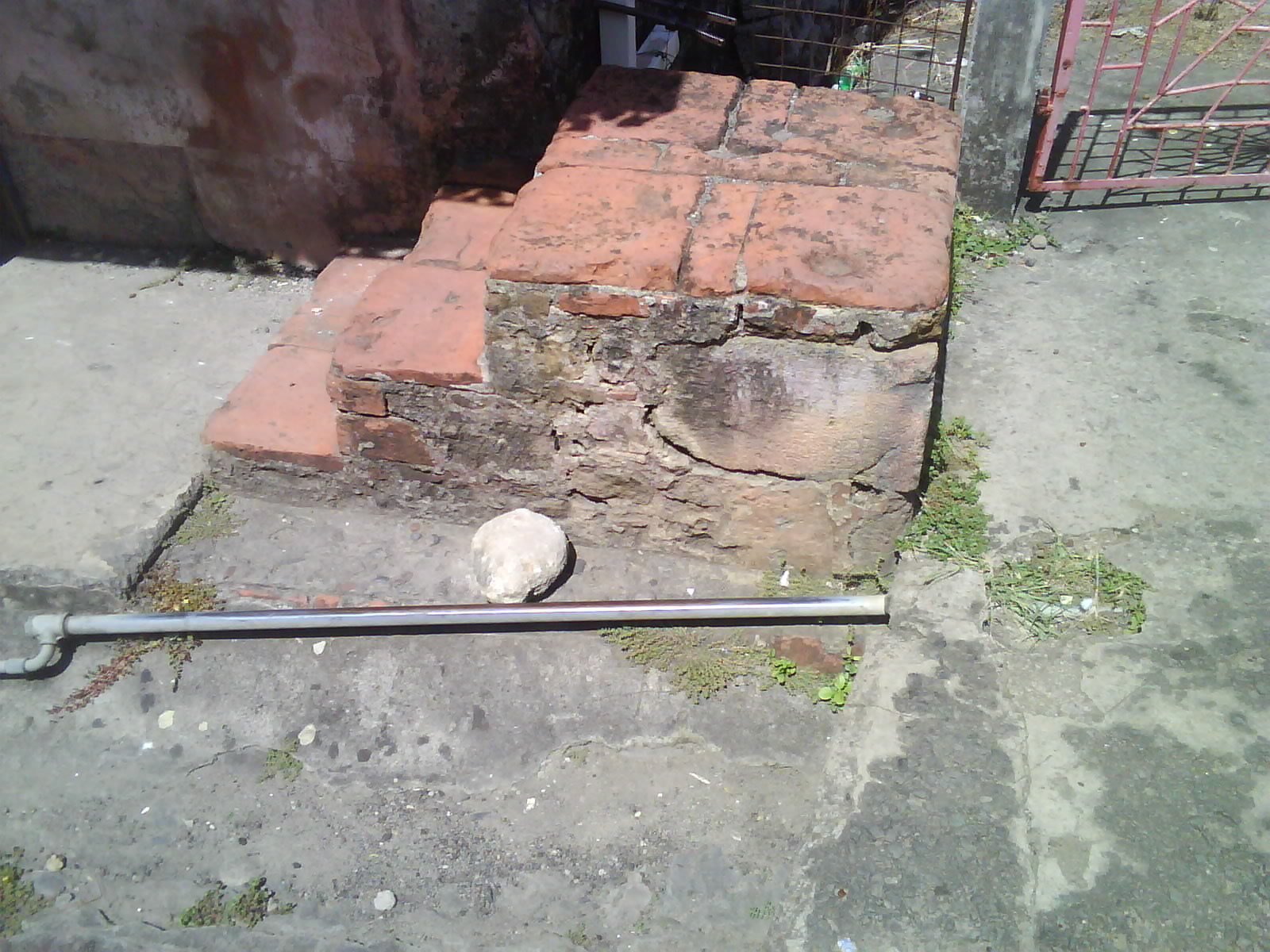
Historische Treppe